# Лудхияна (округ)
Лудхия́на, также Лудхиа́на (в.-пандж. ਲੁਧਿਆਣਾ ਜ਼ਿਲਾ; англ. Ludhiana) — округ в индийском штате Пенджаб. Административный центр — город Лудхияна. Площадь округа — 3767 км². По данным всеиндийской переписи 2001 года население округа составляло 3 032 831 человек. Уровень грамотности взрослого населения составлял 76,5 %, что выше среднеиндийского уровня (59,5 %). Доля городского населения составляла 55,8 %.